# Jonas Bergström (politiker)
Jonas Karl Bergström, född 9 mars 1990 i Alingsås, är en svensk socialdemokratisk kommunalpolitiker som sedan 1 augusti 2025 är kommunstyrelsens ordförande i Härnösand. Han var tidigare politisk redaktör på Tidningen Ångermanland samt dessförinnan på Folkbladet Västerbotten. Under åren 2013-2017 var han ledamot i SSU:s förbundsstyrelse. Bergström var 2018 politisk sakkunnig hos dåvarande civilminister Ardalan Shekarabi. 